# Israël Abehassera
 (novembre 2014).
Si vous disposez d'ouvrages ou d'articles de référence ou si vous connaissez des sites web de qualité traitant du thème abordé ici, merci de compléter l'article en donnant les références utiles à sa vérifiabilité et en les liant à la section « Notes et références ».
Rabbi Israël Abehassera ou Abouhatsera (hébreu : ישראל אבוחצירא), plus connu sous le titre de Sidna Ribbi Baba Salé (hébreu : באבא סאלי, arabe : بابا صلى, « père priant » ou بابا صالح, « père pieux ») petit-fils de Rabbi Yakov Abehassera est un rabbin et kabbaliste né à Rosh Hashanah en 1889 à Rissani, au Maroc et mort à Netivot, dans le Néguev, le 4 shevat 5744 (dimanche 8 janvier 1984). Depuis, sa hiloula, pèlerinage annuel sur sa tombe à la date de son décès, donne lieu à un important rassemblement de Juifs originaires du Maroc.

## Biographie de Baba Salé

### Jeunes années
Le Baba Salé naît lors du nouvel an juif de l’année 5650 à Rissani (Tafilalet) dans une famille de kabbalistes réputés pour leur piété et crédités de nombreux miracles. Le patriarche de la famille, Shmouel Abuhatzeira, s’y est installé après avoir étudié à Safed auprès de Haïm Vital. Le patronyme provient d’une grande barge, appelée hatzeira en judéo-marocain, que le grand-père de Shmouel, Messaoud Elbaz, utilisait pour ses déplacements.
Israël Abouhatzeira grandit dans une grande propriété imprégnée d’étude de la Torah et de comportements saints, où siègent une académie talmudique et le tribunal rabbinique de son père. Féru d’étude, l’enfant se fait remarquer par son érudition et son ascétisme, décidant à l’âge de douze ans de jeûner en cachette durant les six semaines des Shovavim (he) et refusant d’arrêter alors que son frère David a remarqué sa faiblesse et sa pâleur. Entré à la yeshiva familiale, il poursuit ses habitudes, étudiant Talmud, Kabbale et loi juive de la mi-nuit à la prière du soir. 
À l’âge de 16 ans, il épouse Freha Amsalem alors que le Maroc, alors protectorat français, subit le contrecoup de la Première Guerre Mondiale: Moulay Mohammed décide de s’installer dans la région proche de Tafilalet pour mener sa rébellion contre la France, et lorsque l’armée française revient la mater trois ans plus tard, la zone devient un bastion impénétrable sans liberté de circulation. Accusés de collaborer avec les occupants, les Juifs filaliens sont livrés à la vindicte populaire et en décembre 1920, le moulay publie un décret autorisant leur massacre ; David Abehassera compte au nombre des victimes.

### L’exil
Après cet incident, les Juifs décident de fuir Rissani pour la ville voisine d’Erfoud puis de Boudnib. C’est à cette époque qu’Israël Abehassera, qui a refusé de succéder à David, formule le vœu de se rendre en terre d’Israël pour y publier les écrits toraniques de son frère. Il parvient à Jérusalem en 1922 après un voyage à travers l’Algérie, la Tunisie et l’Égypte, et y demeure un an, résidant chez le rabbin Yossef Its’hak Shloush qui l’aide à publier les écrits de son frère. Sa mission accomplie, Israël Abehassera retourne à Boudnib pour y siéger comme rabbin et président du tribunal rabbinique.

### De Boudnib à Netivot
Le rabbin Abehassera effectue trois autres pèlerinages au cours des décennies suivantes, avant d’immigrer définitivement dans l’état d’Israël en 1952. Il s’installe à Lod puis dans le quartier de Baka à Jérusalem, où il se consacre à l’étude de la kabbale dans la yeshiva Beit El dirigée par des rabbins tunisiens. Après avoir décliné le poste de grand-rabbin séfarade d’Israël en 1955, il accepte de s’installer à Netivot, une ville dans le sud du désert du Negev où l’on a parqué les nouveaux immigrants du Maroc, après s’être assuré auprès du rabbin Meir Yissochor qu’elle se situe bien dans les limites de la terre d’Israël.
Il y restera jusqu’à la fin de sa vie en 1984, et y sera enterré au terme d’une cérémonie qui rassemble quelque 100 000 personnes.

## Postérité
Le Baba Salé a, du fait de son grand âge, été marié à trois reprises: sa première épouse Freha est morte jeune et sans enfants ; la seconde, Miriam, repose auprès de son mari et lui a donné deux fils, Meïr et Baroukh. Le premier, plutôt discret, a eu deux fils, David qui s’établit à Nahariya et Eliezer qui s’installe à Beer Sheva où il sera assassiné ; tous deux ont joui de la même vénération que leur grand-père. Baroukh Abehassera a eu, quant à lui, deux enfants, Yekoutiel et Rephaël qui officie à Ashdod. La troisième épouse, Simi, qui avait épousé le Baba Salé à l’âge de 15 ans, vit toujours à Netivot.
Parmi ses principaux disciples figurent les rabbins Makhlouf Lasri de Beit Shean, Israël Elizara d’Ashdod, Yehouda Chetrit d’Afoula et Shimon Dayan de Kfar Yona.

## La tombe de Baba Salé à Netivot
Dans cette ville a lieu chaque année le 4 du mois de shevat (en 2010, c'était le mardi 19 janvier), un pèlerinage (hiloula) de Baba Salé.

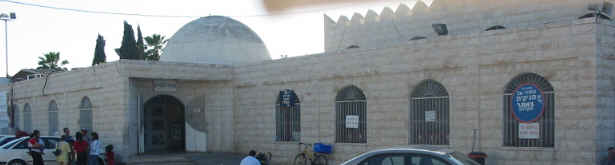
Tombe de Baba Salé à Netivot
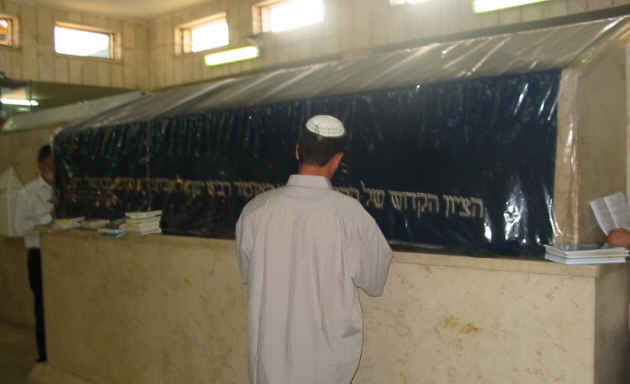
Tombe de Baba Salé à Netivot
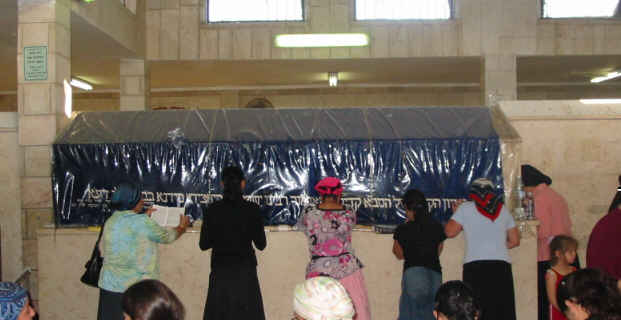
Tombe de Baba Salé à Netivot